# Sophie Lark
Sophie Lark ist eine US-amerikanische Autorin. Sie schreibt vor allem Liebesromane.

## Leben
Lark arbeitet als freiberufliche Autorin. Im Mittelpunkt ihrer Werke stehen kluge weibliche Charaktere.
Lark lebt mit ihrem Mann und ihren drei Kindern im Süden Kaliforniens. 

## Wirken
Lark hat bis heute über zwei Dutzend Romane veröffentlicht. Die Autorin publiziert in den USA sowohl im Selbstverlag als auch bei Bloom Books, einem Imprint des US-amerikanischen Verlags Sourcebooks. Im deutschsprachigen Raum werden ihre Bücher von Bloom innerhalb der Penguin Random House Verlagsgruppe verlegt.
Bekannt wurde die Autorin vor allem durch die sogenannte „Kingmakers“-Reihe. Diese umfasst insgesamt fünf Werke, in einer früheren Fassung unter den Titeln „The Heir“ bis „The Savage“ und in einer Neuausgabe chronologisch geordnet von „Year One“ bis „Graduation“, auf Deutsch „Jahr 1“ bis „Graduation“.
Zur „Underworld“-Reihe gehören acht Werke, zur „Sinners Duet“ zwei. Dazu kommen mehrere Werke, die außerhalb von Reihen erschienen sind.

## Werke (Auswahl)
- Brutal Prince. Bloom Books, Naperville 2023, ISBN 978-1-72829-535-0.
- There Are No Saints. Bloom Books, Naperville 2023, ISBN 978-1-72829-541-1.